# Волейбол
Волейбо́л (від англ. volleyball, також заст., діал. відбива́нка або сітківка) — спортивна гра з м'ячем, у якій дві команди змагаються на спеціальному майданчику, розділеному сіткою. Волейбол є олімпійським видом спорту.

## Загальні відомості
Існують декілька різних версій гри. Мета гри: направити м'яч над сіткою так, щоби він доторкнувся до ділянки суперника, та запобігти спробі гравців суперника зробити те саме. Для цього команда має торкнутися до м'яча не більше трьох разів (або, можливо, ще один раз під час блокування).
М'яч вводять у гру через подачу: гравець, який подає, завдає удару по м'ячу, направляючи його в бік суперника. Розіграш кожного м'яча триває до приземлення м'яча на майданчик, виходу в «аут» або порушення правил.
У волейболі команда, яка виграла розіграш, отримує очко (за системою «кожний розіграш — одне очко»). Коли команда, що приймає подачу, виграє розіграш, вона одержує очко і право подавати, її гравці переходять на одну позицію за годинниковою стрілкою.
Волейбол (англ. volleyball від volley — «залп», «удар з льоту», і ball — «м'яч») — вид спорту, командна спортивна гра, в процесі якої дві команди змагаються на спеціальному майданчику, розділеному сіткою, прагнучи направити м'яч на сторону суперника так, щоб він приземлився на майданчику супротивника (добити до підлоги), або гравець команди, що захищається, припустився помилки. При цьому для організації нападу гравцям однієї команди дається не більше трьох торкань м'яча поспіль (на додаток до торкання на блоці). Центральний орган волейболу, як міжнародного виду спорту, що визначає зведення правил FIVB (англ.) — Міжнародна волейбольна федерація. Волейбол — олімпійський вид спорту з 1964 року. Волейбол — неконтактний, комбінаційний вид спорту, де кожен гравець має свою спеціалізацію на майданчику. Найважливішими якостями для гравців у волейболі є стрибучість для можливості високо піднятися над сіткою, реакція, координація, фізична сила для ефективних ударів. Для любителів волейбол — поширена розвага і спосіб відпочинку завдяки простоті правил і доступності інвентарю. Існують численні варіанти волейболу, що відгалузилися від основного виду, — пляжний волейбол (олімпійський вид з 1996 року), мініволейбол.

## Історія

### Походження сучасного волейболу
Винахідником волейболу вважають Вільяма Джона Моргана, викладача фізичного виховання коледжу Асоціації молодих християн (YMCA) в місті Голіок (штат Массачусетс, США). 9 лютого 1895 року в спортивному залі він підвісив тенісну сітку на висоті 197 см і його учні, число яких на майданчику не обмежувалося, стали перекидати через неї баскетбольний м'яч. Морган назвав нову гру «мінтонет». Роком пізніше гру демонстрували на конференції коледжів асоціації молодих християн у Спрингфілді і за пропозицією професора Альфреда Т. Гальстеда отримала нову назву — «волейбол». У 1897 році були опубліковані перші правила волейболу. Загальні правила гри сформувалися в 1915—1925 роках. У країнах Америки, Африки, Європи практикувався волейбол з шістьма гравцями на майданчику, в Азії — з дев'ятьма або дванадцятьма гравцями на майданчику 11×22 м без зміни позицій гравцями під час матчу. У 1922 році проведені перші загальнонаціональні змагання — у Брукліні відбувся чемпіонат YMCA за участю 23 чоловічих команд. У тому ж році була утворена федерація баскетболу і волейболу Чехословаччини — перша у світі спортивна організація з волейболу. У другій половині 1920-х років виникли національні федерації Болгарії, СРСР, США та Японії. У той же період формуються головні аспекти техніки — подача, приймання, нападний удар і блок. На їх основі виникає тактика командних дій. У 1930-і роки з'явилися груповий блок і страхування, варіювалися нападні й обманні удари. У 1936 році на конгресі Міжнародної федерації з гандболу, що проводився в Стокгольмі, делегація Польщі виступила з ініціативою організувати технічний комітет з волейболу як частину федерації з гандболу. Утворили комісію, до якої увійшли 13 країн Європи, 5 країн Америки і 4 країни Азії. Члени цієї комісії як основні прийняли американські правила з незначними змінами: виміри проводили в метричних пропорціях, м'яча можна було торкатися всім тілом вище пояса, після того, як торкнувся м'яча на блоці, гравцю було заборонено повторне торкання поспіль, висота сітки для жінок — 224 см, зона подачі була суворо обмежена.

### Післявоєнна історія
Після закінчення Другої світової війни стали розширюватися міжнародні контакти. 18—20 квітня 1947 в Парижі відбувся перший конгрес Міжнародної федерації волейболу (FIVB) за участю представників 14 країн: Бельгії, Бразилії, Угорщини, Єгипту, Італії, Нідерландів, Польщі, Португалії, Румунії, США, Уругваю, Франції, Чехословаччини і Югославії, які і стали першими офіційними членами FIVB. FIVB затвердила офіційні міжнародні правила, а в її складі були утворені арбітражна комісія і комісія з розробки і вдосконалення правил гри. Першим президентом FIVB був обраний французький архітектор Поль Лібо, якого згодом неодноразово переобирали на цю посаду до 1984 року.
9 лютого 2025 року вся прогресивна світова спортивна спільнота відзначила 130-ту річницю винайдення волейболу Вільямом Джоном Морганом.

### Нові правила
1984 року Поля Лібо змінив на посту президента FIVB доктор Рубен Акоста, адвокат з Мексики. За ініціативою Рубена Акости проведено численні зміни в правилах гри, направлені на підвищення видовищності змагань. Напередодні Олімпійських ігор-1988 в Сеулі відбувся 21-й конгрес FIVB, на якому були прийняті зміни в регламенті вирішальної п'ятої партії: тепер вона повинна гратися за системою «ралі-пойнт» («розіграш-очко»). З 1998 року така система підрахунку очок розповсюджується на весь матч, у тому ж році з'явилося амплуа ліберо.
На початку 1980-х з'явилася подача в стрибку і сама гра стала ще агресивнішою і швидшою. Збільшився й зріст волейболістів. Якщо в 1970-і роки в команді могло не бути жодного гравця зростом вище 2-х метрів, то з 1990-х років все змінилося. У командах високого класу нижчими 195—200 см зазвичай є лише ліберо. Навіть у жіночих командах гравці вищі за два метри — нормальне явище. З 1990 року стали розігрувати Світову лігу з волейболу, щорічний цикл змагань, покликаний збільшити популярність цього виду спорту у всьому світі. З 1993 проводять аналогічне змагання в жінок — «Гран-прі».

### Сучасний стан
З 2019 року FIVB об'єднує 222 національні федерації волейболу. Волейбол один з найпопулярніших видів спорту на планеті. Найрозвиненіший волейбол, як вид спорту, у таких країнах, як Бразилія, Італія, Китай, Росія, США, Японія, Польща. Чинні чемпіони світу серед чоловіків збірна Італія (2022 рік).

## Правила

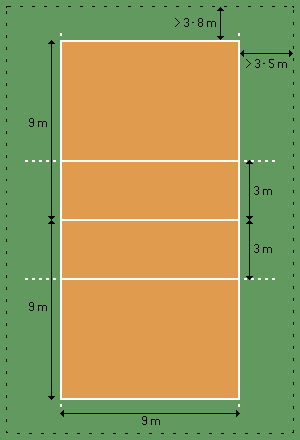
Волейбольний майданчик

Гра ведеться на прямокутному майданчику розміром 18х9 метрів. Висота сітки для чоловіків — 2,43 м, для жінок — 2,24 м. Майданчик розділений посередині сіткою. Грають сферичним м'ячем колом 65—67 см, вагою 260—280 г. Кожна з двох команд складається максимум з 12-ти гравців, а на полі одночасно перебувають 6. Мета гри — ударом добити м'яч до ігрової поверхні майданчика половини суперника або примусити його помилитися.
Гру починають введенням м'яча в гру за допомогою подачі. Після введення м'яча в гру подачею та успішного розіграшу подача переходить до тієї команди, яка здобула очко. Майданчик за кількістю гравців умовно розділено на 6 зон. Після кожного переходу права подачі переходять від однієї команди до іншої унаслідок розіграшу очка, гравці переміщаються в наступну зону за годинниковою стрілкою.

### Подача
Виконує подачу гравець, який унаслідок останнього переходу переміщається з другої в першу зону. Подають із зони подачі за задньою лінією ігрового майданчика. Завдання гравця, що подає — відправити м'яч на половину суперника. Доти, поки гравець не торкнеться м'яча під час подачі, жодна частина його тіла не повинна торкнутися поверхні майданчика (надто під час подачі у стрибку). У польоті м'яч може торкнутися сітки, але не має торкатись антен або їх уявного продовження вгору. Якщо м'яч торкнеться поверхні ігрового майданчика, команді, що подавала, зараховують очко. Якщо гравець, який подавав, порушив правила або відправив м'яч до ауту, то очко зараховують команді, що приймала. Не дозволено блокувати м'яч під час подачі, перериваючи його траєкторію над сіткою.

### Приймання подачі
Зазвичай приймають м'яч гравці, які стоять на задній лінії, тобто в 5, 6, 1 зонах. Однак прийняти подачу може будь-який гравець. Гравцям команди, яка приймає подачу, дозволено зробити три торкання і максимум після третього перевести м'яч на половину супротивника. Обробляти м'яч під час приймання можна в будь-якому місці майданчика і вільного простору, але тільки не на половині майданчика суперника. При цьому, якщо доводиться передачею переводити м'яч назад на свою ігрову половину, друга передача з трьох не може проходити між антенами, а обов'язково має проходити поза ними. Під час приймання не дозволено затримувати м'яч під час його оброблення, хоча приймати м'яч можна будь-якою частиною тіла.

### Атака

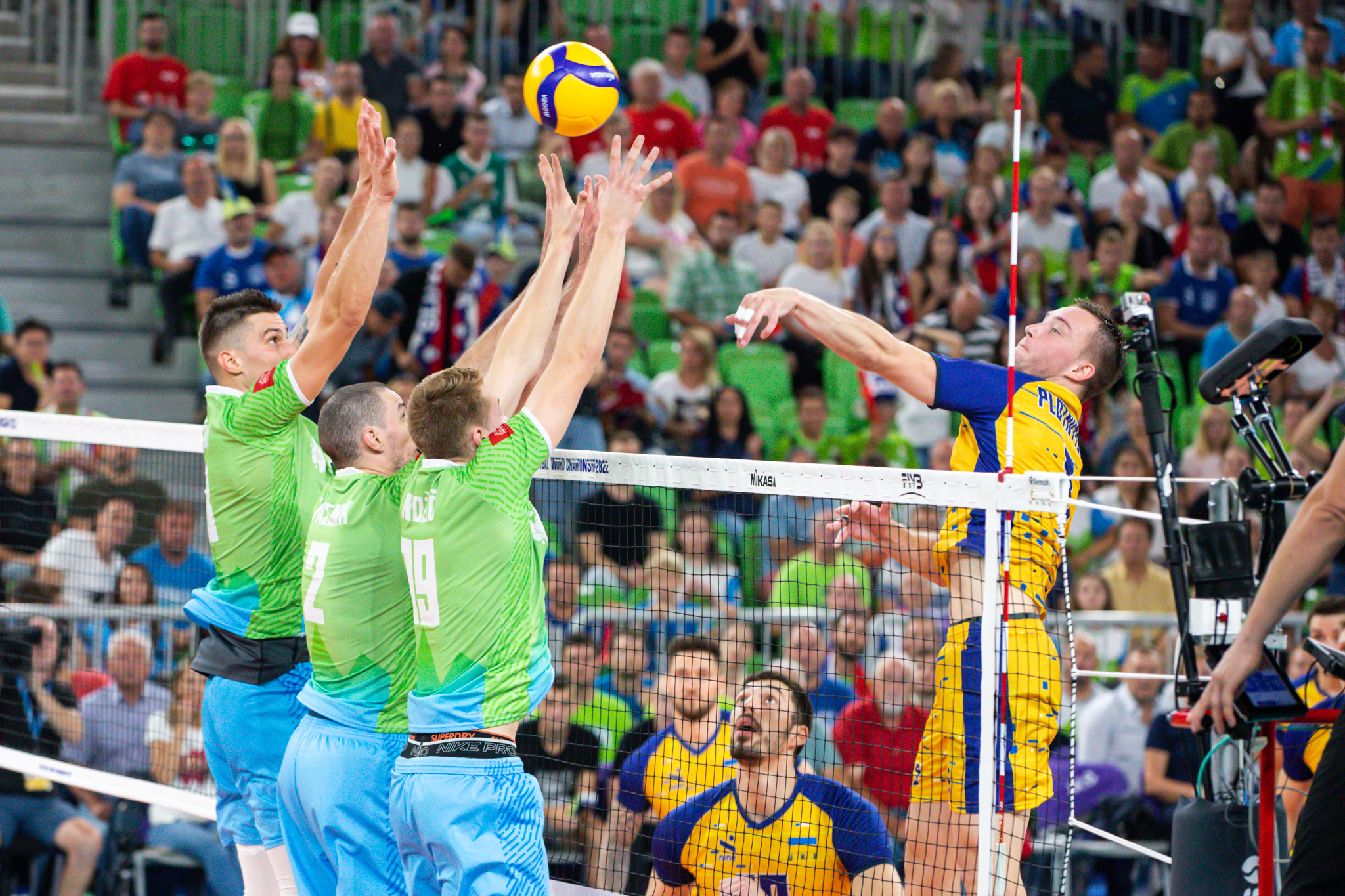
Атака Олега Плотницького та блок гравців збірної Словенії Можича, Паєнка та Че́буля

Зазвичай при успішному прийомі м'яч приймають гравці задньої лінії (1-е торкання), доводять до зв'язкового гравця (2-е торкання), який передає м'яч гравцеві атаки, як правило, діагональному нападнику або догравальнику (3-е торкання). При ударі м'яч, повинен пройти над сіткою, але в просторі між двома антенами. При цьому м'яч може зачепити сітку, але не повинен зачіпати антени або їхнього уявного продовження вгору. Гравці передньої лінії можуть атакувати з будь-якої точки майданчика. Гравці задньої лінії перед атакою повинні відштовхуватися за спеціальною триметровою лінією. Ліберо заборонено атакувати, тобто завдавати удару по м'ячу, який перебуває вище за лінію верхнього краю сітки.

### Блокування
Це ігровий прийом, при якому команда, що захищається, перешкоджає перельоту м'яча під час атаки суперника на свою сторону, перекриваючи його хід будь-якою частиною тіла над сіткою, зазвичай руками, перенесеними на сторону суперника в межах правил.
Блок може бути одиночним або груповим (подвійним, потрійним). Дотик блоку не вважають за одне з трьох торкань. Блокувати можуть тільки ті гравці, що стоять на передній лінії, тобто в зонах 2, 3, 4.

### Захист (прийом атаки)

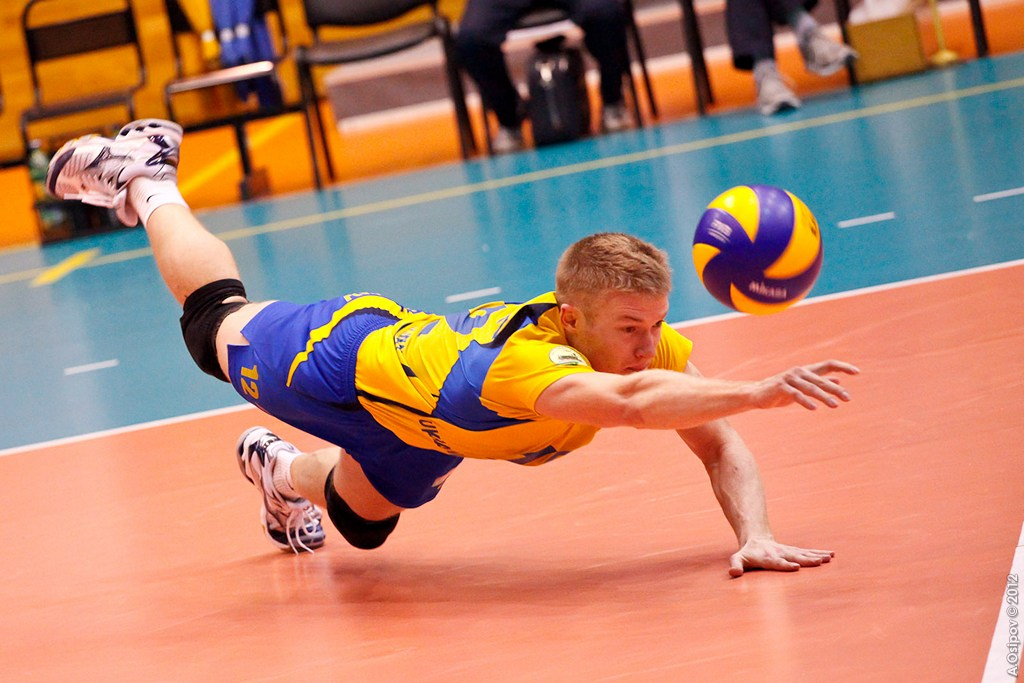
Денис Фомін. Відбиття м'яча.

Прийом атакувального удару відрізняється від прийому подачі, оскільки в захисті завжди беруть участь усі 6 гравців, що є на майданчику. Їхня мета — залишити м'яч у грі і по можливості довести його зв'язуючому. Захист може бути ефективним тільки в разі узгоджених дій усіх гравців команди, тому були розроблені схеми гри в захисті, з яких прижилися тільки дві: «кутом назад» і «кутом уперед». В обох схемах крайні захисники стоять по бічних лініях, виходячи з-за блоку в 5-6 метрах від сітки, а ось захисник у 6-й зоні, відповідно до назви схеми, грає або безпосередньо позаду блоку, або за лицьовою лінією (грає далекі рикошети від блоку).

### Ліберо
Гравці цього амплуа не можуть брати участь у блоці, подавати, виконувати удар у нападі по м'ячу, який перебуває повністю вище верхнього краю сітки. Форма ліберо повинна відрізнятися від форми інших гравців. Дозволяється замінювати ліберо необмежену кількість разів, не ставлячи до відома суддю. Позаяк ліберо не має права атакувати і блокувати, він зазвичай перебуває на задній лінії, змінюючись позицією з гравцями, яких вигідно тримати на передній лінії, наприклад, з центральним блокуючим.

### Регламент
Волейбольна партія не обмежена в часі і триває до 25 очок. При цьому, якщо перевага над супротивником не досягла 2 очок, партія триватиме до тих пір, поки не буде досягнута потрібна перевага. Матч триває до того, як одна з команд виграє три партії. У п'ятій партії (тай-брейк) рахунок ведеться до 15 очок. У кожній партії тренер кожної з команд може попросити два тайм-аути по 30 секунд. Додатково у перших 4 партіях призначаються технічні тайм-аути після досягнення однієї з команд 8 і 16 очок (по 60 секунд). У кожній партії тренер має право провести не більше 6 замін польових гравців (окрім ліберо).

## Амплуа гравців
| № | амплуа                                         | характеристика |
| - | ---------------------------------------------- | --- |
| 1 | Догравальник                                   | Догравальники, або нападники другого темпу атакують із країв сітки. Їм часто адресують для «обробки» важкі м'ячі. На догравальника покладено також прийом м'яча з подачі суперника. Приймаючий повинен володіти гарною реакцією: за десяті частки секунди йому треба визначити «кут атаки» суперника, вибрати найбільш вдалу позицію для прийому м'яча й вирішити, куди його слід відіграти.                                                     |
| 2 | Діагональний                                   | У ролі діагонального нападника виступають найпотужніші і стрибучі гравці команди, оскільки вони атакують в основному з задньої лінії. Саме діагональні набирають найбільше очок у грі. |
| 3 | Центральний блокуючий (нападник першого темпу) | Як правило, найвищі гравці. Головна їхня задача — блокувати удари суперників так, щоб м'яч не перелетів через сітку або потрапив до захисників своєї команди. Стрибок блокуючих повинен бути не тільки високим, але і своєчасним — в іншому випадку атакуючий завдасть удар поверх блоку. Правила допускають перенесення рук блокуючими на сторону суперника — за тієї умови, що вони торкнуться м'яча після того, як його торкнеться атакуючий. |
| 4 | Зв'язуючий (пасуючий)                          | Саме він у більшості випадків виконує передачу м'яча нападаючому для завершального удару. Від його дій багато в чому залежить успіх у боротьбі з блокуючими команди-суперника. Зв'язуючий визначає слабкі місця в обороні суперника і виводить атакуючого на найбільш вигідну позицію. Зв'язуючий — мозок команди та її лідер. |
| 5 | Ліберо                                         | Це вільний захисник, який грає на задній лінії замість одного з партнерів. На нього припадає основне навантаження щодо приймання м'яча. На майданчику він вирізняється формою, колір якої контрастує з кольором форми інших партнерів по команді. Ліберо не має права подавати, атакувати у стрибку, а також брати участь у блоці. На нього поширюються всі обмеження щодо дій гравців задньої лінії.                                            |